# CakePHP
A CakePHP egy nyílt forráskódú webes keretrendszer. Az MVC tervezési mintát követi  és PHP-ben íródott, koncepcióját a Ruby on Rails után örökölte, MIT License alatt adják ki.
A CakePHP felhasznál sok jól ismert szoftverfejlesztési koncepciót, és szoftvertervezési mintát, mint a convention over configuration, model–view–controller (MVC), active record, association data mapping, and front controller.
A CakePHP fejlesztése 2005-ben kezdődött, amikor egy lengyel programozó Michal Tatarynowicz megírt egy kezdetleges gyors alkalmazás fejlesztést lehetővé tevő keretrendszert PHP-ben, és elnevezte Cake-nek. MIT license alatt publikálta a keretrendszert, és megnyitotta az online közösség fejlesztői számára. 2005 decemberében L. Masters és G. J. Woodworth megalapította Cake Software Foundation-t, hogy népszerűsítsék a fejlesztést a Cake PHP-ben. Az 1.0-s verzió 2006 májusában került kiadásra.
Többek között a Ruby on Rails inspirálta a projektet, a CakePHP sok koncepciót átvett belőle.
A közösség azóta megnőtt és több alprojektet is létrehozott.
2009 októberében egy project manager Woodworth és egy fejlesztő N. Abele kiszálltak a projektből, hogy saját projektjeikre tudjanak fókuszálni, beleértve a Lithium webes keretrendszert (ami korábban a Cake projekt része volt). A megmaradó fejlesztői csapat tovább folytatta a fejlesztést, a korábban kijelölt ütemtervek, elképzelések mellett.

## Konferenciák
A Cake Software Foundation évenként CakePHP konferenciát rendez, amit CakeFest-nek neveznek. Ez eleinte félévenként került megrendezésre 2008-ban[forrás?]

### Konferenciák
| Év   | Helyszín                                 |
| ---- | ---------------------------------------- |
| 2017 | New York, Amerikai Egyesült Államok      |
| 2016 | Amszterdam, Hollandia                    |
| 2015 | New York, Amerikai Egyesült Államok      |
| 2014 | Madrid, Spanyolország                    |
| 2013 | San Francisco, Amerikai Egyesült Államok |
| 2012 | Manchester, Egyesült Királyság           |
| 2011 | Manchester, Egyesült Királyság           |
| 2010 | Chicago, Amerikai Egyesült Államok       |
| 2009 | Berlin, Németország                      |
| 2008 | Buenos Aires, Argentína                  |
| 2008 | Orlando, Amerikai Egyesült Államok       |

## Külső hivatkozások
- Hivatalos weboldal
- Magyar Facebook csoport
- Magyar nyelvű oktató videó sorozat Archiválva 2017. november 7-i dátummal a Wayback Machine-ben
- Official Community Portal
- Official Documentation
- Official API
- CakePHP TV
- CakePackages
- Official CakePHP Code Repository
- Cook up Web sites fast with CakePHP - DeveloperWorks series from IBM on CakePHP
- PHP Frameworks Comparison Sheet
- CakePHP Blog
- CakePHP Presentation
- PHP Web Application Development